# Casimir Ubaghs
Gérard Casimir Ubaghs (a/k/a Gerhard Casimir Ubaghs; 26. listopadu 1800 – 15. února 1875) byl belgický katolický filozof, hlavní představitel tzv. „ontologického tradicionalismu“, který se v Belgii rozšířil v 30.–60. letech XIX. století jako odrůda filozofické teologie. V letech 1834–1860 vyučoval filozofii na Katolické univerzitě v Lovani.